# Jeremy Thomas (producteur)
Pour les articles homonymes, voir Jeremy Thomas.
Jeremy Thomas né le 26 juillet 1949 à Londres est un producteur de cinéma britannique, fondateur et président de Recorded Picture Company. Il a produit Le Dernier Empereur (L'ultimo imperatore) de Bernardo Bertolucci, qui a remporté l'Oscar du meilleur film en 1988.

## Biographie
Jeremy Thomas est né à Londres, en Angleterre, dans une famille de cinéastes. Son père, Ralph Philip Thomas, et son oncle, Gerald Thomas, étaient tous deux réalisateurs.

## Filmographie

### Réalisateur
- 1998 : All the Little Animals

### Producteur
- 1976 : Mad Dog Morgan de Philippe Mora
- 1978 : Le Cri du sorcier (The Shout) de Jerzy Skolimowski
- 1980 : Enquête sur une passion (Bad Timing: A Sensual Obsession) de Nicolas Roeg
- 1980 : The Great Rock 'n' Roll Swindle de Julien Temple
- 1983 : Furyo (Merry Christmas Mr. Lawrence) de Nagisa Ōshima
- 1983 : Eureka de Nicolas Roeg
- 1984 : The Hit de Stephen Frears
- 1985 : Une nuit de réflexion (Insignificance) de Nicolas Roeg
- 1986 : Good to Go de Blaine Novak
- 1987 : Le Dernier Empereur (The Last Emperor) de Bernardo Bertolucci
- 1990 : Everybody Wins de Karel Reisz
- 1990 : Un thé au Sahara (The Sheltering Sky) de Bernardo Bertolucci
- 1991 : L'Âge de vivre (Let Him Have It) de Peter Medak
- 1991 : Le Festin nu (Naked Lunch) de David Cronenberg
- 1993 : Little Buddha de Bernardo Bertolucci
- 1996 : Victory de Mark Peploe
- 1996 : Beauté volée (Stealing Beauty) de Bernardo Bertolucci
- 1996 : Crash de David Cronenberg
- 1996 : Le Roi des Aulnes (Der Unhold) de Volker Schlöndorff
- 1996 : Blood and Wine de Bob Rafelson
- 1997 : The Brave de Johnny Depp
- 1998 : All the Little Animals réalisé par lui-même
- 1999 : La Coupe (Phörpa) de Khyentse Norbu
- 1999 : Tabou de Nagisa Ōshima
- 2000 : Sexy Beast de Jonathan Glazer
- 2001 : Le Triomphe de l'amour (The Triumph of Love) de Clare Peploe
- 2002 : Le Chemin de la liberté (Rabbit-Proof Fence) de Phillip Noyce
- 2003 : Young Adam de David Mackenzie
- 2003 : Innocents: The Dreamers de Bernardo Bertolucci
- 2003 : Voyageurs et Magiciens (Travelers and Magicians) de Khyentse Norbu
- 2004 : Terre promise (Promised Land) d'Amos Gitaï
- 2005 : Don't Come Knocking de Wim Wenders
- 2005 : Tideland de Terry Gilliam
- 2005 : Dreaming Lhasa de Ritu Sarin et Tenzing Sonam
- 2005 : Getting Gilliam (documentaire) de Vincenzo Natali
- 2006 : Glastonbury de Julien Temple
- 2006 : Fast Food Nation de Richard Linklater
- 2008 : Two Fists, One Heart (en) de Shawn Seet
- 2008 : Rendez-vous à Palerme (Palermo Shooting) de Wim Wenders
- 2008 : Dark World (Franklyn) de Gerald McMorrow
- 2009 : Création de Jon Amiel
- 2011 : A Dangerous Method de David Cronenberg
- 2012 : Kon-Tiki de Joachim Rønning et Espen Sandberg
- 2015 : High-Rise de Ben Wheatley
- 2018 : L'Homme qui tua Don Quichotte (The Man Who Killed Don Quixote) de Terry Gilliam
- 2019 : Pinocchio de Matteo Garrone
- 2023 : Jusqu'au bout du monde (The Dead Don't Hurt) de Viggo Mortensen

## Prix et récompenses
- 2006 : Prix du cinéma européen European Award d'honneur-Contribution européenne au cinéma mondial